# La llar de Miss Peregrine per a nens peculiars
La llar de Miss Peregrine per a nens peculiars és la novel·la de fantasia debut de l'autor estatunidenc Ransom Riggs. L'original es va publicar el 2011 amb el títol Miss Peregrine's home for peculiar children. El llibre ha venut milions de còpies i s'ha traduït a més de quaranta llengües, i la traducció catalana per Núria Parés Sellarès es va publicar el desembre del 2016.
Originalment el llibre havia de ser un àlbum de fotografies, ja que l'autor col·lecciona imatges antigues. Però un editor de l'editorial Quirk Books, li va aconsellar fer-ne una novel·la. El llibre conté imatges que acompanyen la història, però a Riggs li'n faltaven moltes, així que va contactar amb col·leccionistes que n'hi van proporcionar moltes.
El llibre narra que, després d'una horrible tragèdia familiar, en Jacob Portman, un noi de setze anys, decideix seguir unes pistes que el porten a una petita illa imaginària situada a Gal·les. Allà descobreix les runes de la casa de Miss Peregrine per a nens peculiars, on es desenvolupa la història, amb nens amb poders sobrenaturals i ple de monstres terrorífics.
El 30 de setembre de 2016 es va estrenar una pel·lícula basada en i amb el mateix nom del llibre, dirigida per Tim Burton i protagonitzada per Asa Butterfield, Ella Purnell, Eva Green i Samuel L. Jackson, entre d'altres.
Amb les seqüeles La ciutat desolada (2014, traduït al català el 2016) iThe Library of Souls (2015) forma una trilogia.

## Argument
En Jacob Portman, un noi de 16 anys, porta des de ben petit escoltant les històries que li explicava el seu avi Abraham "Abe" sobre una casa on vivien uns nens molt estranys. A mesura que va creixent, en Jacob deixa de creure's totes aquestes històries fins que el seu avi mor en unes circumstàncies molt estranyes. En Jacob, que arriba a la casa del seu avi just abans que aquest mori, veu com una criatura molt estranya (descrita com un monstre de forma humana amb tentacles a la boca) marxa de casa del seu avi. Quan explica el que ha vist als policies, no s'ho creuen i els seus pares decideixen portar-lo al Doctor Golan, un psiquiatre de molt de prestigi. En Jacob li explica al psiquiatre que just abans de morir el seu avi li va dir "busca l'ocell al bucle a l'altre costat de la tomba de l'home vell al setembre de 1940". Després de molts d'esforços, aconsegueix desxifrar les pistes i el Doctor Golan li diu que la millor manera de superar el trauma és seguir-les.
Les pistes l'acaben portant a una illa de Gal·les i quan explora el poble de Cairnholm una mica més a fons, es troba amb una casa molt gran, abandonada i destrossada. Aquella casa és exactament com el seu avi l'havia descrit, plena d'habitacions que semblen per a nens, i en una d'elles hi troba un bagul tancat. En intentar-lo obrir el tira per les escales i cau fins al soterrani. Quan baixa per veure si finalment s'ha obert, es troba una noia que, després de veure'l, fuig. En perseguir-la, en Jacob entra en una cova, i quan torna a sortir, es troba en el mateix lloc però tot ha canviat, com si hagués passat molt de temps, com si hagués viatjat en el temps.
En Jacob és capturat per la noia la qual perseguia i per un noi que és invisible. Ell els explica que no té males intencions i que està allà perquè el seu avi Abe, li havia deixat unes pistes. La noia, Emma Bloom, i el noi invisible, Millard Nullings el condueixen fins a la casa de Miss Peregrine per a nens peculiars. Quan arriben a la casa, els rep una dona que es presenta com a Miss Peregrine.
En aquella casa, en Jacob coneix a un munt de nens i nenes amb peculiaritats: hi ha una nena que flota, hi ha un noi que té un niu d'abelles al seu interior, una nena que té una boca a la seva nuca, un noi que pot reviure a altres éssers per breus períodes, una noia que té moltíssima força, i molts més. Miss Peregrine li explica que ella és una Ymbryne, que és un tipus de peculiar que es pot convertir en ocell i pot crear bucles en el temps que utilitzen per protegir a tots els peculiars, ja que són exclosos, i de vegades matats, per la societat. Ella també li explica que els Hollowgasts, que són els monstres amb tentacles a la boca, eren persones peculiars que es van escapar de les cases de les Ymbrynes i que ell, igual que el seu avi, té l'habilitat de veure'ls. A poc a poc, anirà descobrint que ell és l'única persona que pot salvar els nens peculiars.

## Personatges[8][10]

### A Florida
- Jacob Portman: és el personatge protagonista i té setze anys. La seva peculiaritat és poder veure els hollowgasts, uns monstres que tenen forma humana i tentacles a la boca. Després que el seu avi és matat per un d'ells, a en Jacob li agafa una depressió que porta a no poder distingir la realitat de la ficció. Gràcies al seu terapeuta, que convenç els seus pares, aconsegueix anar a una illa de Gal·les, coneguda com l'illa de Cairnholm, per investigar una mica sobre el passat del seu avi.

- Abraham «Abe» Portman: l'avi d'en Jacob. Com en Jacob, també té l'habilitat de veure hollowgasts. Creix a la casa de Miss Peregrine però un temps més tard l'ha d'abandonar per anar a la guerra i es muda a Florida, Estats Units. Quan es fa gran es dedica a matar els hollowgasts, encara que ho manté en secret i no li explica a ningú de la seva família, però al seu net li explica totes les històries que va viure allà, ja que ell sap que en Jacob és especial. Després un dels monstres amb tentacles a la boca el mata, però abans li deixa a en Jacob unes pistes que el condueixen a la casa de Miss Peregrine.

- Franklyn «Frank» Portman: el pare d'en Jacob i el fill de l'Abe. Té una gran afició per observar aus i també vol escriure un llibre, és per això que té tota la seva casa plena de manuscrits sense acabar. És ell qui acompanyar en Jacob a l'illa de Cairnholm.

- Maryann Portman: la mare d'en Jacob i la dona d'en Frank. La seva família és l'ama de Smart Aid, la cadena de drogueries més important dels Estats Units. És per això que tenen tants diners i no l'importa que el seu marit no tingui treball.

- Susan Portman: la germana d'en Frank i la filla gran de l'Abe. És ella qui li regala a en Jacob un llibre de poemes del seu avi que conté una pista que el porta a l'illa Cairnholm.

- Ricky Pickering: el millor i únic amic d'en Jacob. És molt alt i té el cabell tenyit de verd. No li agrada anar a casa dels Portman, ja que són rics. En realitat en Jacob i ell no són amics de veritat, sinó que tenen un tracte: en Ricky protegeix en Jacob dels que el maltracten i ell l'ajuda a fer els deures. Junt amb en Jacob, van ser testimonis de la mort d'en Abe, però ell no podia veure els Hollowgasts així que no es va creure el que va veure en Jacob.

- Doctor Golan: el terapeuta d'en Jacob qui aconsegueix que el Jacob pugui anar a l'illa de Cairnholm, ja que convenç els seus pares que és l'única solució per curar el trauma del nen. També és l'únic que coneix les últimes paraules de l'Abe, a excepció d'en Jacob.

### A Cairnholm
- Kev: l'amo de l'única taverna de Cairnholm, on es queden en Jacob i el seu pare quan visiten l'illa, ja que també és l'únic hostal del poble.

- Martin Pagett: el director del Museu de Cairnholm i coneix moltes històries de l'illa. La seva exposició més important és el cadàver d'un nen momificat que van trobar a un pantà anomenat "El vell". En Jacob el visita bastants cops per trobar informació sobre el passat del seu avi i de l'illa.

### A la casa de Miss Peregrine per a nens peculiars
- Miss Alma LeFay Peregrine:la directora de la casa per a nens peculiars. És coneguda com a «El Falcó»" o «L'Ocell». És una Ymbryne i, per tant, és capaç de crear bucles en el temps i convertir-se en un falcó pelegrí. És la dona que respon totes les preguntes a en Jacob. Normalment si es capaç de crear bucles significa que es una manipuladora del temps i que el pot utilitzar per retrocedir en el temps amb un rellotge especial.

- Emma Bloom: És un dels personatges principals, té 75 anys però aparenta 16, una noia de pell pàl·lida i cabells blancs. És l'interès romàntic d'en Jacob i també ho va ser del seu avi quan aquest era jove, però per culpa d'això va decidir no enamorar-se més perquè no li trenquessin el cor de nou. L'Emma és capaç de volar i llencar aire amb molta força per la boca. Perquè no floti, utilitza unes botes de ferro però de vegades la lliguen a una corda perquè no marxi flotant quan no porta les sabates.

- Millard Nullings: un noi de 87 anys però aparenta un adolescent que és invisible. Durant tots els anys que està al bucle es dedica a observar la gent i animals del poble de Cairnholm el dia 3 de setembre de 1940 (que és el dia del bucle on es troben els nens peculiars). És el millor amic d'Emma.

- Bronwyn "Wyn" Buntley: una noia de cabells rinxolats i pel-roja que té una força sobrehumana i pot aixecar elements molt pesats. El seu germà Víctor va morir per un hollowgast una mica abans que Miss Peregine activés el bucle, i encara es troba en el llit de la seva habitació. De vegades li demana a Enoch que li torni la vida per un breu període per poder parlar amb ell. És la millor amiga d'Emma.

- Enoch O'Connor: un noi alt amb cabells castany fosc i rissats que és capaç de prendre-li la vida d'algun ser viu i fer reviure un mort o donar-li vida a un objecte. És un noi de 118 anys però n'aparenta 13.

- Olive Abroholos Elephanta: Té 75 anys amb cabells llargs i pel-roja que aparenta una noia que pot calar foc amb les mans. Porta guants per no calar foc a tot.

- Claire Densmore: la nena més jove del bucle, sempre va amb dues cues rinxolades i és rossa. Sembla adorable però a la part de darrere del seu cap té una boca amb unes dents molt afilades que és per on menja.

- Hugh Apiston: un noi que té abelles vivint dintre seu i pot controlar-les. De vegades porta un vestit d'apicultor i menja en una taula a part per no picar als seus companys. Té un interès romàntic en la Fiona.

- Fiona Frauenfeld: una noia que pot controlar la flora i no parla gaire. Porta els cabells sempre despentinats. Té un interès romàntic en Hugh.

- Horace Summnuson: un noi ros i ben pentinat que té visions i sons profètics. Sempre vesteix de forma molt elegant, ja que és molt bon sastre.

- Esmeralda Avocet: una altra Ymbryne que té un bucle a l'Anglaterra victoriana. El seu bucle va ser atacat per hollowgasts que l'obliguen a fugir i anar a parar al bucle de Miss Peregrine. Es pot transformar en un Recurviròstrid.

## Recepció
La versió original en anglès de Miss Peregrine's home for peculiar children va passar un total de 63 setmanes a la llista de Best-Sellers del New York Times, a la secció de literatura juvenil. Va arribar al lloc número 1 el dia 29 d'abril de 2012, després d'haver estat 45 setmanes a la llista i hi va continuar fins al dia 20 de maig, quuan va baixar fins al lloc núm. 4. El llibre va sortir de la llista el dia 9 de setembre de 2012 després d'haver estat més de dos anys allà. La novel·la ja ha venut milions de còpies.
- «Una tensa, commovedora, meravellosa, estranya primera novel·la. Les fotografies i el text funcionen perfectament bé i creen una història inoblidable» - John Green[1][10]

- «‘Peculiar’ no comença ni a definir-la. Una relaxant i meravellosa novel·la» - People[1][10]

- «Els lectors que busquen el següent Harry Potter potser voldrien visitar Miss Peregrine's home for peculiar children» - Cable News Network (CNN)[1][10]

- «Una lectura encantada i fora del normal. Una novel·la amb girs de trama i sorpreses que encantarà a persones de totes les edats» «Un dels 100 llibres juvenils que tothom ha de llegir al llarg de la seva vida». - Amazon[1][10]

- «Un agradable i excèntric llibre que té personatges molt ben desenvolupant, un ambient Gal·lès creïble i monstres molt aterridors» - Publishers Weekly[1][10]

- «Un treball original que desafia a la categorització, aquesta primera novel·la atraurà lectors als quals els agraden les fantasies estranyes. Riggs inclou moltes imatges vintage que afegeixen un aire peculiar a la seva inusual novel·la» - Library Journal[1][10]

- «La millor part de la novel·la és el conjunt d'imatges antigues en blanc i negre que et trobes a mesura que llegeixes el llibre» - Debora Netburns al Los Angeles Times

## Edicions
- Traducció en català: Riggs, Ransom; Parés i Sellarès, Núria (traductriu). La llar de Miss Peregrine per a nens peculars (en català, traduït de l'anglès).  L'Altra Editorial, desembre del 2016, p. 424 (La Maquineta). ISBN 978-84-945085-6-1.
- Versió original: Riggs, Ransom. Miss Peregrine's home for peculiar children (en anglès).  Filadèlfia: Quirk Books, juny del 2011, p. 352. ISBN 978-1-59474-476-1.

## Adaptacions
Cassandra Jean va adaptar aquesta història i en va fer una novel·la gràfica publicada al novembre del 2013. Els drets cinematogràfics es van vendre a 20th Century Fox i l'adaptació va ser estrenada el dia 30 de setembre de 2016. Aquesta pel·lícula ha estat adaptada com un guió cinematogràfic per Jane Goldman i dirigida per Tim Burton, que va decidir dirigir-la perquè les fotografies li van cridar molt l'atenció. Miss Peregrine's home for peculiar children, és protagonitzada per Asa Butterfield com a Jacob Portman, Ella Purnel com a Emma Bloom i Eva Green com a Miss Peregrine.